# Jackal

## Історія
Розробку автомобіля почала Британська компанія SC Group. Автомобіль розроблявся спираючись на досвід Menacity.
Саме успішне застосування Menacity в Афганістані спонукало британських військових вибрати НМТ 400 в якості прототипу «Шакала». Від майже незахищеного Menacity він відрізняється трирівневою системою захисту екіпажу. Остання включає в себе амортизовані вибухозахищені сидіння, протимінну підлогу (її профіль дозволяє розсіювати ударну хвилю при підриві на міні) і навісні панелі бронювання, що захищають машину спереду, ззаду та з боків. При цьому автомобіль має відкритий верх, що забезпечує екіпажу гарний огляд і можливість швидкого спішування. Невеликі розміри і маса «Шакала» дозволяють перевозити його вертольотами (перш за все, «Чинуком» — основним британським військово-транспортним вертольотом).
Творці «Шакала» зуміли максимально врахувати дві важкосумісні вимоги, забезпечивши, з одного боку, високу захищеність, а з іншого — добру рухливість. Все це доповнюється вогневою потужністю. «Шакали» можуть нести не тільки 7,62-мм кулемети, а й більш важку зброю — 12,7-мм кулемети і 40-мм гранатомети.

### Шакал-2
Модель «Шакал 2» є подальшим розвитком автомобіля Шакал. Також вона отримала іншу назву «Койот».з більш потужною силовою установкою і екіпажем з чотирьох осіб замість трьох. Цей варіант від початку пристосований для навішування бронювання, причому як стандартного, так і посиленого комплекту.
Тривісна модель НМТ 600 є збільшеним варіантом НМТ 400 і може застосовуватися як шасі для монтажу різної електроніки і систем озброєння. Якщо бойова маса «Шакала» становить 7,6 т, то для «Койота» вона може досягати 10,5 т.

## Особливості конструкції
«Шакал» являє собою двовісний повнопривідний автомобіль високої прохідності, що повністю відкритий згори, позбавлений дверей та має декілька дуг безпеки. Це дозволяє екіпажу при необхідності швидко залишати свої місця і забезпечує гарний огляд. V-образна форма днища знижує вплив ударної хвилі при підриві на мінах і саморобних вибухових пристроях.
Екіпаж машини включає трьох осіб: водій за британською традицією розміщується праворуч, ліворуч від нього місце командира з 7,62-мм кулеметом, а за ними розміщується стрілок. Він обслуговує турель з 12,7-мм кулеметом (замість нього може встановлюватися малокаліберна автоматична гармата або 40-мм автоматичний гранатомет).
Шакал для спецназа з екіпажем і повним озброєнням, що включає 7,62-мм і 12,7-мм кулемети.
На моделі «Шакал 2» турель трохи зміщена уперед в порівнянні з базовим варіантом. У передній і задній частинах автомобіля передбачена установка димових гранатометів. За бажанням замовника «Шакала» замість звичайної турелі може бути обладнана дистанційно керованою стрілецькою установкою (це, природно, істотно збільшує вартість машини).
«Шакал» оснащений дизельним двигуном «Камминз» ISBe робочим об'ємом 5,9 л і потужністю 185 к.с. (На варіанті «Шакал 2» застосований двигун об'ємом 6,7 л), а також трансмісією «Аллісон». Підвіска незалежна на подвійних поперечних важелях, з пневматичними ресорами і амортизаторами із змінною висотою посадки.

## Історія служби
Поряд з традиційним експлуатантом — Спеціальною авіадесантною службою (SAS) — автомобілі «Шакал» і «Шакал 2» надійшли на озброєння трьох легких розвідувальних полків. Крім того, вони використовуються полком Королівських ВПС — частиною, що відповідає за наземну оборону авіабаз, а також Королівської морської піхоти. Все це зумовило чималий обсяг виробництва «Шакалів», що обчислюється сотнями одиниць (для більшості автомобілів подібного призначення він становить лише десятки екземплярів).
Поставки першої партії «Шакалів» (100 одиниць) почалися у 2007 році. Практично відразу ж нові машини були відправлені до Афганістану, де поступово витіснили рейдові автомобілі на базі «Ленд-Ровера». «Шакали» застосовувалися для розвідки, патрулювання, супроводу колон, а при необхідності і для вогневої підтримки піхоти. У всіх цих якостях вони відмінно себе зарекомендували, що дало підстави військовим замовити нові партії «Шакалів». До теперішнього часу британське Міноборони купило більше 460 машин сімейства «Шакал» (202 «Шакал», 120 «Шакал 2» і 140 «Шакал 2А»), з них у строю залишаються 439 одиниць. Тривісних «Койотів» купили значно менше — 71 екземпляр.
Високі експлуатаційні характеристики машин сімейства НМТ зумовили помітний попит на них. Зважаючи на специфіку застосування машин, партії, що закуповуються, зазвичай невеликі і становлять максимум кілька десятків одиниць. Першими на них звернули увагу представники Командування спецоперацій США — в 2004—2005 роках вони придбали 47 машин НМТ 400 для загону спецпризначення «Дельта». У США вони отримали назву «Мародер».
У 2006 році 15 машин «Екстенд» Мк1 придбала Данія, де вони надійшли на озброєння Єгерського корпусу — армійського формування спеціального призначення. Наступного року 31 таку ж машину придбала для свого спецназу Австралія (австралійський варіант отримав назву «Нарі»). У 2014 році ця ж країна замовила 89 машин «Екстенд» Мк2. У 2014 і 2016 роках автомобілі «Екстенд» Мк2 для спецназу замовили Норвегія і Нова Зеландія (в обох випадках про кількість замовлених машин не повідомлялося).
10 липня 2020 року стало відомо, що міністерство оборони Сполученого Королівства має намір позичити спецпідрозділу Збройних сил Естонії чотири рейдові бронемашини «Шакал» (Jackal) для африканської місії.
Озброєнні машини підвищать спроможності естонських спецпризначенців, розміщених у Малі, щодо боротьби з ісламським тероризмом в африканському регіоні Сахель, повідомляє Міністерство оборони Великої Британії.
Британська армія також забезпечить тритижневу підготовку естонських екіпажів.

## Технічні характеристики
- Маса ー 5,5 тонн (7,6 тонн спорядження)
- Довжина ー 5,39 метрів
- Висота ー 1,97 метрів (без зброї)
- Ширина ー 2 метри
- Кліренс ー 380 міліметрів
- Запас ходу ー 800 кілометрів
- Швидкість по шосе ー 145 км/год
- Швидкість по бездоріжжю ー 70-80 км/год

## Оператори
Велика Британіяー 500 штук